# Нововолинська міська територіальна громада
Нововолинська міська територіальна громада — територіальна громада в Україні, у Володимирському районі Волинської області. Адміністративний центр — місто Нововолинськ.
Площа громади — 75,3 км², населення — 58809 мешканців (2020).
Утворена розпорядженням Кабінету Міністрів України від 12 червня 2020 р. № 708-р «Про визначення адміністративних центрів та затвердження територій територіальних громад Волинської області» шляхом об'єднання територіальних громад, підпорядкованих Нововолинській міській ради та двом сільським радам Іваничівського району Волинської області — Грибовицької та Грядівської.
З прийняттям 17 липня 2020 Постанови Верховної Ради України «Про утворення та ліквідацію районів» територію Нововолинської міської громади віднесено до укрупненого Володимир-Волинського району Волинської області.
Перші вибори до ради громади (Нововолинської міської ради) відбулися 25 жовтня 2020 року.

## Населені пункти
До складу громади входять 8 населених пунктів: місто Нововолинськ, селище Благодатне та 6 сіл — Грибовиця, Гряди, Кропивщина, Низкиничі, Тишковичі та Хренів.